# Rubi (cantante)
María Teresa Campilongo, conocida artísticamente como Rubi (Buenos Aires, 7 de junio de 1954) es una cantante y psicóloga argentina afincada en España, especialmente popular en la década de 1980, como solista del grupo Rubi y los Casinos.

## Biografía
Tras formar parte en Argentina junto a su marido Joe Borsani del conjunto musical pop Los tíos queridos, el golpe de Estado en Argentina en 1976 hizo que los músicos de pop y rock empezaran a no ser bien vistos por las autoridades y, en ese contexto, ambos deciden exiliarse, primero a Colombia y luego a España, donde se instalan en Madrid en 1976, ella con tan sólo 22 años y ya con una hija, Juana, nacida en 1972. Tras finalizar sus estudios de Psicología comienza, al igual que otros jóvenes argentinos llegados a España por los mismos motivos, como Alejo Stivel o Ariel Rot, a participar del movimiento cultural que en aquella época comenzaba a fraguarse en la capital española y que acabó desembocando en la Movida madrileña.
Tocaba en una banda de música amateur, que en 1980 terminó siendo bautizada por el productor musical Rafael Abitbol como Rubi y los Casinos, siendo el nombre artístico de María Teresa un homenaje a la cantante estadounidense Blondie.
Formados ya como banda profesional, en 1981 lanzarían el que fue uno de los temas emblema de la época: «Yo tenía un novio (que tocaba en un conjunto beat)» y Rubi se convirtió en una de las musas de la movida madrileña.
Finalizada la trayectoria más comercial del grupo, en la década de 1990 Rubi continuó interpretando canciones en pequeños locales madrileños, bien como Rubi y los Casinos, bien en el grupo de rhythm and blues Hot Dogs, con temas especialmente de blues. 
Tras un parón de ocho años, en que ejerció su profesión de psicóloga, en 2008 editó un disco homenaje a Françoise Hardy, titulado De la mano de Françoise Hardy.
Poco a poco se fue alejando de los escenarios hasta dar el que anunció como su último concierto el 23 de octubre de 2010 en la sala El Sol de Madrid.

## Discografía
- 1982: "Quiero bailar contigo" - MERCURY
- 1983: "Todas fueron buenas chicas" - MERCURY
- 1988: "Hay amores que matan" - LOLLIPOP
- 1998: "Todas sus grabaciones en Mercury (1980-1983) - MAGNA MUSIC S.A.
- 2001: "Singles collection" - DIVUCSA MUSIC S.A.
- 2008: "De la mano de Françoise Hardy" - FACTORÍA AUTOR

## Sencillos/EPS
- 1980: "Yo tenía un novio" (Simple) - MERCURY
- 1982: "Dime dónde" (Simple) - MERCURY
- 1983: "Mi corazón pertenece a papi" (Simple) - MERCURY
- 1985: "No te fíes de mí" (Simple) - Twins
- 1988: "Hay amores que matan" (Simple) - LOLLIPOP
- 1988: "Te podría besar (pero no debo) - (Simple) - LOLLIPOP